# Eumichtis nubilis
Eumichtis nubilis är en fjärilsart som beskrevs av Köhler 1979. Eumichtis nubilis ingår i släktet Eumichtis och familjen nattflyn. Inga underarter finns listade i Catalogue of Life.